# Klaus Unna
Klaus Unna, vollständiger Name Klaus Robert Walter Unna (* 30. Juli 1908 in Hamburg; † 26. Juni 1987 in Santa Fe, New Mexico) war ein deutsch-amerikanischer Arzt und Pharmakologe. Er erforschte vornehmlich die Pharmakologie des Nervensystems und trug zur Entwicklung therapeutisch gebrauchter Sympathomimetika, Opioid-Antagonisten und Tranquilizer bei.

## Leben
Er war Sohn des Dermatologen Karl Unna (1880–1964) und dessen Ehefrau, der Dermatologin Marie Unna geb. Boehm. 1930 wurde er in Freiburg im Breisgau zum Dr. med. promoviert. Nach der Medizinalassistentenzeit arbeitete er 1932 und 1933 bei der Physiologin Klotilde Gollwitzer-Meier (1894–1954) am Balneologischen Institut in Bad Oeynhausen, der heutigen Gollwitzer-Meier-Klinik. 1933 verließ er wegen der nationalsozialistischen Machtergreifung als Nichtarier Deutschland und begab sich nach Österreich, wo er in das von Ernst Peter Pick geleitete Pharmakologische Institut der Universität Wien eintrat. 1937 veranlasste ihn die politische Entwicklung, auch Österreich zu verlassen. Mit Hilfe des schon 1932 ausgewanderten ehemaligen Assistenten am Wiener Institut Hans Molitor fand er an dem von diesem gegründeten Merck Institute for Therapeutic Research in Rahway, New Jersey, eine neue Position. 1944 wechselte er an die Pharmakologische Abteilung der University of Pennsylvania in Philadelphia, Pennsylvania und 1945 weiter an die Pharmakologische Abteilung der University of Illinois in Chicago, Illinois, die er von 1955 bis 1976 als Full Professor leitete. Er war verheiratet mit Maya geb. Großmann, Tochter des Wiener Publizisten Stefan Großmann, mit der er einen Sohn hatte.

## Forschung
In Wien arbeitete Unna über das antidiuretische Hormon oder Vasopressin, eines der Interessengebiete von Pick, und mit dem elf Jahre älteren Richard Rössler über die Funktion des Herzbeutels. Seine interessantesten Resultate konnte er erst 1951 veröffentlichen. Er hatte „in einer sehr ausgefeilten Studie“ acht von der Firma C. H. Boehringer Sohn in Ingelheim am Rhein synthetisierte Sympathomimetika untersucht, Verwandte des Adrenalins. Zwei wurden später als Arzneistoffe in den Handel gebracht, das vorwiegend gefäßverengernde Etilefrin und das vorwiegend gefäßerweiternde Bamethan. Unna schrieb unter den 1951er Artikel in Naunyn-Schmiedebergs Archiv für experimentelle Pathologie und Pharmakologie: „Diese Arbeit wurde im Jahre 1937 ausgeführt und gelangt aus äußeren Gründen erst jetzt zur Veröffentlichung.“
„Der Wechsel von der freundschaftlich-harmonischen Atmosphäre in dem auf Lehre und Forschung geprägten Wiener Institut zum Arbeitsstil im Laboratorium einer auf Effizienz und praktische Applikabilität ausgerichteten pharmazeutischen Industrie fiel Unna nicht ganz leicht, doch er ging mit der ihm eigenen Energie an die neue Aufgabe heran.“ Zu seinen ersten Themen gehörten die Alkaloide der Korallenbäume, Sträucher oder Bäume der Schmetterlingsblütler-Gattung Erythrina. Man wusste, dass Extrakte aus den Pflanzen als periphere Muskelrelaxantien Tiere lähmten. Unna isolierte mit den Chemikern des Merck Institute for Therapeutic Research einzelne Alkaloide wie das β-Erythroidin und charakterisierte deren Wirkung. Anders als die Curare-Alkaloide, die quartäre Ammoniumverbindungen sind, waren sie tertiäre Amine, wurden deshalb aus dem Magen-Darm-Kanal resorbiert und wirkten auch bei peroraler Gabe. Sie gehören heute zu den klassischen kompetitiven Nicotinrezeptor-Antagonisten. Muskelrelaxantien waren damals als Hilfsstoffe in der Anästhesiologie noch jung, und Unna beschäftigte sich in seiner späteren Universitätszeit weiter mit ihnen, beschrieb zum Beispiel in mehreren Artikeln ihre Testung am Menschen.
In einem nicht durchweg fairen Informationsaustausch mit der Gruppe des Pharmakologen Chauncey D. Leake (1896–1978) in San Francisco entwickelte das Merck Institute den ersten klinisch gebrauchten Opioid-Antagonisten N-Allyl-normorphin oder Nalorphin. Leakes Gruppe hatte 1940 begonnen, Schwierigkeiten mit der Synthese ließen ihn aber Kontakt mit Merck aufnehmen. Die Merck-Chemiker waren schnell und veröffentlichten ihre Befunde 1942 ohne Erwähnung der kalifornischen Wissenschaftler. Aus Unnas pharmakologischer Analyse 1943 geht bereits hervor, wie seither bestätigt, dass Nalorphin kein reiner Antagonist, sondern ein Partialagonist ist. „Unna hatte persönlich kein sonderliches Interesse an Nalorphin. wohl aber als Fachmann den Ehrgeiz, die Analyse gut machen. Sein Stolz als eigenständiger Wissenschaftler ließ ihn wohl auch zögern, einer Idee nachzugehen, die nicht seine eigene war. In der Einleitung des Aufsatzes erwähnt er korrekt die Anregung durch Leake.“ Er erwähnt auch, dass bereits 1915 der Pharmakologe Julius Pohl in Prag einen Opioid-Antagonisten beschrieben hatte, das N-Allyl-norcodein, was vielleicht des Ersten Weltkriegs wegen folgenlos geblieben war.
Mitte der 1940er Jahre hatte der damals in London arbeitende Pharmakologe Frank Milan Berger (1913–2008) das Myanesin oder Mephenesin gefunden, das Versuchstiere sedierte, als Tranquilizer wirkte („caused tranquillization“) und die Muskulatur über Angriffspunkte im Zentralnervensystem zur Erschlaffung brachte, also ein zentrales Muskelrelaxans war. Unna erkannte ein Prinzip seiner Wirkung: es hemmte die Informationsübertragung an Interneuronen des Zentralnervensystems und wurde „die erste Interneuronen blockierende Substanz – the first interneurone blocking drug“. Berger suchte nach therapeutisch besseren Abkömmlingen und fand 1950, inzwischen bei den Wallace Laboratories in New Jersey, das Meprobamat oder Miltown, „eine neue Interneurone blockierende Substanz – a new interneuronal blocking drug“. Meprobamat wurde der erste klinisch erfolgreiche Tranquilizer und weit über die Medizin hinaus das reale Gegenstück zum fiktionalen Soma. aus Aldous Huxleys 1932 erschienenem Roman „Schöne neue Welt“. Um 1960 wurde es durch die Benzodiazepine weitgehend verdrängt.
Zur Grundlagenforschung gehören Unnas Arbeiten zu den Muscarinrezeptoren, der zweiten großen Gruppe von Rezeptoren für Acetylcholin neben den Nicotinrezeptoren. Er hat die Wirkungsweise des kurz zuvor gefundenen Agonisten McN-A-343 weiter charakterisiert. Die Substanz hat später zu Ullrich Trendelenburgs Differenzierung von Rezeptoren sympathischer Ganglienzellen und noch später zur Differenzierung von fünf Muscarinrezeptoren beigetragen.

## Anerkennung
Unna war Honorary Executive Secretary der International Brain Research Organization (IBRO), bei deren Gründung 1961 er mitgewirkt hatte. 1970 machte die Deutsche Pharmakologische Gesellschaft ihn zum Ehrenmitglied. 1983 wurde er korrespondierendes Mitglied der Österreichischen Akademie der Wissenschaften.